# Pandżakent
Pandżakent (tadż. Панҷакент) – miasto w Tadżykistanie (wilajet sogdyjski), w dolinie Zarafszanu.
Liczba mieszkańców w 2003 roku wynosiła ok. 34 tys. W mieście znajdują się starożytne ruiny (V-VIII w.).